# Jamides nemophila
Jamides nemophila är en fjärilsart som beskrevs av Butler 1876. Jamides nemophila ingår i släktet Jamides och familjen juvelvingar. Inga underarter finns listade i Catalogue of Life.